# ایت محمود
آیت محمود (به عربی: أیت محمود) یک شهرداری در الجزایر است که در استان تیزی وزو واقع شده‌است.